# Don't Be Aggressive
«Don't Be Aggressive» es el primer sencillo del álbum de Sandra Close to Seven, y el único en lograr el éxito, ya que el siguiente sencillo, «I Need Love», no cumplió con las expectativas comerciales creadas. La cara B de este sencillo, «Seal It Forever», apareció igualmente en el mismo álbum.
Entró en el top 20 alemán el 20 de febrero de 1992, en donde permaneció durante cuatro semanas, de las cuales una estuvo en la posición número 17.

## Sencillo
- Sencillo 7"

A: «Don't Be Aggressive» (Radio Edit) - 4:22
B: «Seal It Forever» - 4:51
- Sencillo 12"

A: «Don't Be Aggressive» (The Midnight Hour Mix) - 6:23
B1: «Seal It Forever» - 4:51
B2: «Don't Be Aggressive» (Radio Edit) - 4:22
- CD maxi

1. «Don't Be Aggressive» (Radio Edit) - 4:22
2. «Don't Be Aggressive» (The Midnight Hour Mix) - 6:23
3. «Seal It Forever» - 4:51

## Posiciones
| País (1992)  | Puesto alcanzado |
| ------------ | ---------------- |
| Alemania     | 17               |
| Austria      | 30               |
| Francia      | 39               |
| Israel       | 11               |
| Noruega      | 7                |
| Países Bajos | 51               |
| Suecia       | 27               |
| Suiza        | 24               |